# Mihai Trăistariu

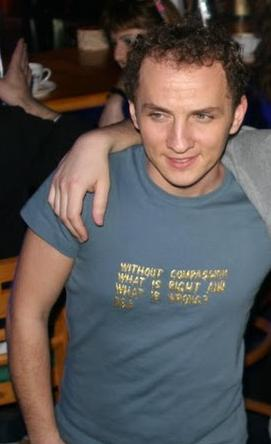
Mihai Trăistariu

Mihai Trăistariu (Piatra Neamț, 16 december 1979) is een populaire Roemeense zanger die ook buiten Roemenië bekendheid geniet.

## Eurovisiesongfestival
Mihai Trăistariu won op 26 februari 2006 de Roemeense voorronde voor het Eurovisiesongfestival. Hij mocht daarom Roemenië vertegenwoordigen op het Eurovisiesongfestival 2006, dat in de Griekse hoofdstad Athene werd gehouden. Hij deed dat met het uptempo nummer Tornerò. Voorafgaand aan het festival werd Mihai gerekend bij de grote favorieten voor de winst. Vooral de hoge uithalen in zijn nummer maakten indruk. Uiteindelijk kreeg hij 172 punten, waarmee hij op de 4de plaats eindigde. De single van het liedje Tornerò werd vervolgens een hit in diverse Europese landen en dat leverde Mihai ruim € 2.500.000,- op.
In 2008 overwoog Mihai opnieuw deel te nemen aan het Eurovisiesongfestival, maar ditmaal wilde hij uitkomen voor Rusland. Uiteindelijk kwam van deze plannen niets terecht. Rusland liet zich dat jaar vertegenwoordigen door zanger Dima Bilan, die het festival ook zou winnen.